# Reaction Motors XLR11
Le Reaction Motors XLR11, désigné par le constructeur RMI 6000C4 fut le premier moteur-fusée à ergols liquides développé aux États-Unis pour une utilisation aéronautique. Construit par le motoriste américain Reaction Motors Inc. (RMI), il utilisait un mélange d'éthanol et d'oxygène liquide pour développer une poussée maximale de 27 kN. Chacune des quatre chambres de combustion développait une poussée individuelle de 6,7 kN. La poussée du moteur n'était pas modulable, mais chacune des chambres pouvait être allumée ou éteinte séparément, ce qui constituait une solution simple pour simuler une variation de la poussée totale.

## Historique
Le développement du moteur commença en 1943. Reaction Motors appela le moteur « Black Betsy », bien qu'informellement il fut appelé « The Belching Black Bastard » (« le bâtard noir crachant »(?)). Sa première désignation officielle fut 6000C4, et il reçut plus tard la désignation militaire XLR11.

## Histoire opérationnelle
Le XLR11-RM-5 fut utilisé pour la première fois dans l'avion expérimental Bell X-1. Le 14 octobre 1947, cet avion devint le premier aéronef à voler plus vite que le son (Mach 1). Le XLR11-RM-5 fut également utilisé dans les X-1A et X-1B, et comme moteur d'appoint dans l'avion à propulsion mixte Douglas D-558-2 Skyrocket de l’US Navy, ou il prit la désignation de XLR8-RM-5.
En 1959 et 1960, alors que le développement d'un moteur plus puissant était toujours en cours, une paire de XLR11-RM-13 fut utilisée comme groupe propulseur provisoire pour les premiers vols de l'avion de recherches X-15. Ces moteurs furent poussés à 8,9 kN de poussée par chambre de combustion, pour une poussée totale de 71 kN. En comparaison la poussée au régime minimum du XLR99 était de 67 kN. Après 24 vols propulsés, les XLR11 furent enfin remplacés par le nouveau XLR99 pour propulser le X-15 en novembre 1960. Le X-15 parvint tout de même à atteindre Mach 3,23 le 10 septembre 1960 avec ses XLR11.
Le XLR11-RM-13 fut également utilisé comme moteur d'appoint pour le Republic XF-91 Thunderceptor et propulsa les avions de recherche du programme de corps portants du centre de recherches de la NASA à Dryden (Dryden Flight Research Center). Il fut à cette occasion installé dans les Martin Marietta X-24, Northrop M2-F2 Northrop M2-F3 et Northrop HL-10. Il est d'ailleurs assez amusant de noter qu'à la date de mise en place de ce programme, en 1966, les XLR11 n'étaient plus fabriqués, et les équipes de la NASA n'eurent autre choix que de sortir des exemplaires exposés dans des musées pour les remettre en état et les refaire fonctionner à nouveau !

## Versions
- RMI 6000C4 : Désignation de la compagnie de la famille XLR11 ;
- XLR8-RM-5 : Version installée dans le Douglas D-558-2 Skyrocket ;
- XLR8-RM-6
- XLR11-RM-13 : Version installée dans le X-15 (par paires), puis les avions du programme « lifting bodies » de la NASA.